# Tworków
Tworków (deutsch Tworkau, 1936–1945 Tunskirch; tschechisch Tvorkov) ist ein Dorf in der Landgemeinde Krzyżanowice im Powiat Raciborski in Polen. Es gehört zur Woiwodschaft Schlesien und liegt fünfzehn Kilometer südlich von Racibórz. Südwestlich von Tworków verläuft die Grenze zu Tschechien.

## Geographie
Tworków liegt rechtsseitig der Przykopa an der Landstraße 45, die von Racibórz nach Zabełków (Zabelkau; 1936–1945 Schurgersdorf) verläuft, wo sie in die Landstraße 78 mündet, die zur tschechischen Grenze nach Starý Bohumín führt. Nachbarorte sind Buków im Osten, Krzyżanowice im Südosten, Nowa Wioska (Neudörfel) und Owsiszcze (Owschütz; 1936–1945 Habergrund) im Süden, Bolesław (Boleslau; 1936–1945 Bunzelberg) im Westen und Bienkowice (Benkowitz; 1936–1945 Berendorf) im Nordwesten.

## Geschichte

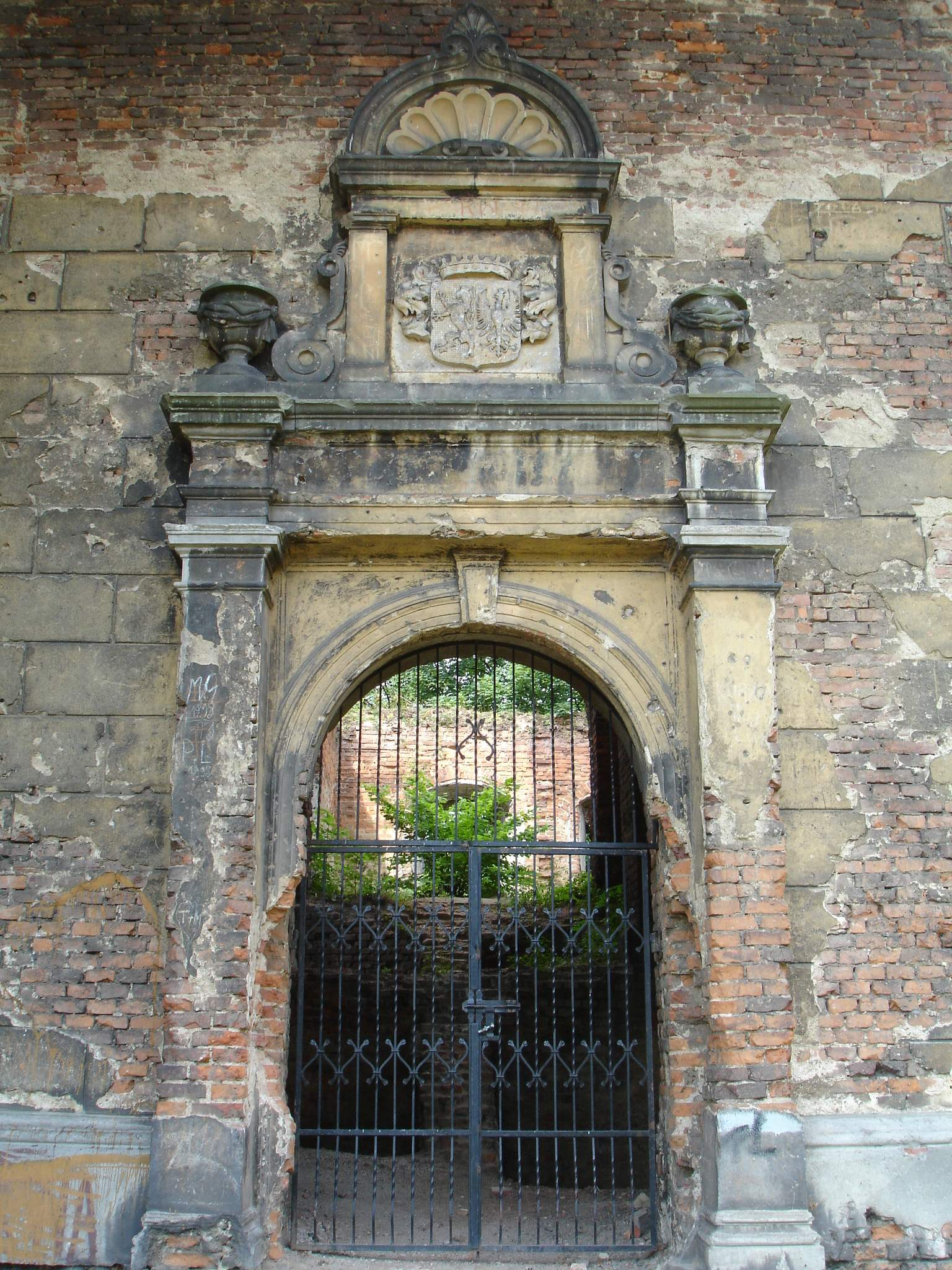
Schlosstor

Tworków wurde vermutlich in der ersten Hälfte des 13. Jahrhunderts gegründet und als Angerdorf angelegt. 1258 übertrug es der böhmische König Ottokar II. Přemysl dem Adligen Andreas/Ondřej, der dem böhmischen Adelsgeschlecht Beneschau entstammte. Daraus ergibt sich, dass Tworkau/Tvorkov damals zur mährischen Provinz Troppau und nach der Gründung des Herzogtums Troppau 1318 zu diesem gehörte. Für das Jahr 1339 sind ein Pfarrer Laurentius sowie eine Kirche belegt, die wohl dem hl. Urban geweiht war. Vermutlich bei der Teilung des Herzogtums Troppau 1377 wurde Tworkau dem Herzogtum Ratibor zugeschlagen, das seit 1327 ein Lehen der Krone Böhmen war und 1336 vom Troppauer Zweig der Přemysliden regiert wurde. Bis zum 16. Jahrhundert war Tworkau im Besitz der Herren von Tworkau, unter denen im 14. Jahrhundert eine Kirche errichtet wurde. Laut dem Bericht der bischöflichen Visitation aus Breslau aus dem Jahr 1687 wurde in der örtlichen Kirche in der polnischen Sprache gepredigt (concio Polonica). Weitere Besitzer waren u. a. die Adelsfamilien Gaschin (ab 1557), von Reisswitz und ab 1752 von Eichendorff. Letzte Gutsbesitzer waren ab 1841 die Grafen von Saurma-Jeltsch. 1858 heiratete Franz von Ballestrem auf Gut Tworkau. Bereits für das Jahr 1674 ist eine Pfarrschule in Tworkau belegt.
Zusammen mit dem Herzogtum Ratibor gelangte Tworkau nach dem Ersten Schlesischen Krieg mit dem größten Teil Schlesiens an Preußen. Da die Grenze zu Österreichisch-Schlesien südwestlich von Tworkau verlief, wurden die wirtschaftlichen Verbindungen dorthin abgerissen. Anfang des 18. Jahrhunderts bestand Tworkau aus 24 Bauerngehöften, 40 Häuslern sowie einer Mühle und einem Kretscham. 1811 ging von Tworkau eine organisierte Bauernerhebung aus, die jedoch niedergeschlagen wurde. Nach der Neugliederung Preußens gehörte Tworkau ab 1815 zur Provinz Schlesien und war ab 1818 dem Landkreis Ratibor eingegliedert, mit dem es bis 1945 verbunden blieb. 1858 unternahmen zahlreiche Dorfbewohner eine Pilgerreise in das Heilige Land. Ab 1874 bildete die Landgemeinde Tworkau den gleichnamigen Amtsbezirk, zu dem auch die Landgemeinden Bukau, Ellguth-Tworkau und Kamin sowie die Gutsbezirke Bukau, Ellguth-Tworkau, Kamin und Tworkau gehörten. 1875 wurde die Dorfstraße zu einer Landstraße ausgebaut. Auf der Pariser Friedenskonferenz 1919 beanspruchte die Tschechoslowakei das Gebiet, wie auch Polen. 1936 erfolgte die Umbenennung des Amtsbezirks Tworkau in Amtsbezirk Tunskirch.
Als Folge des Zweiten Weltkrieges fiel Tworkau wie fast ganz Schlesien 1945 an Polen und wurde in Tworków umbenannt. Die deutsche Bevölkerung wurde weitgehend vertrieben. Die neu angesiedelten Bewohner waren zum Teil Heimatvertriebene aus Ostpolen. 1946 bis 1998 gehörte Tworków zur Woiwodschaft Katowice.
Alfred Zaręba klassifizierte die örtliche Mundart des polnisch-schlesischen Dialektes als Dialekt des schmalen schlesisch-lachischen Grenzgebiets am linken Ufer der Oder und der Zinna, aber viele Linguisten zählen sie (neben der Mundart in Bieńkowice) sogar zur Lachischen Sprache, obwohl das Dorf nie zum mährischsprachigen Bistum Olmütz gehörte. Viele Dorfbewohner haben bis heute mährischstämmige Nachnamen, was auf die Migration aus den Dörfern im Westen (siehe auch Hultschiner Ländchen) hindeutet.

## Sehenswürdigkeiten

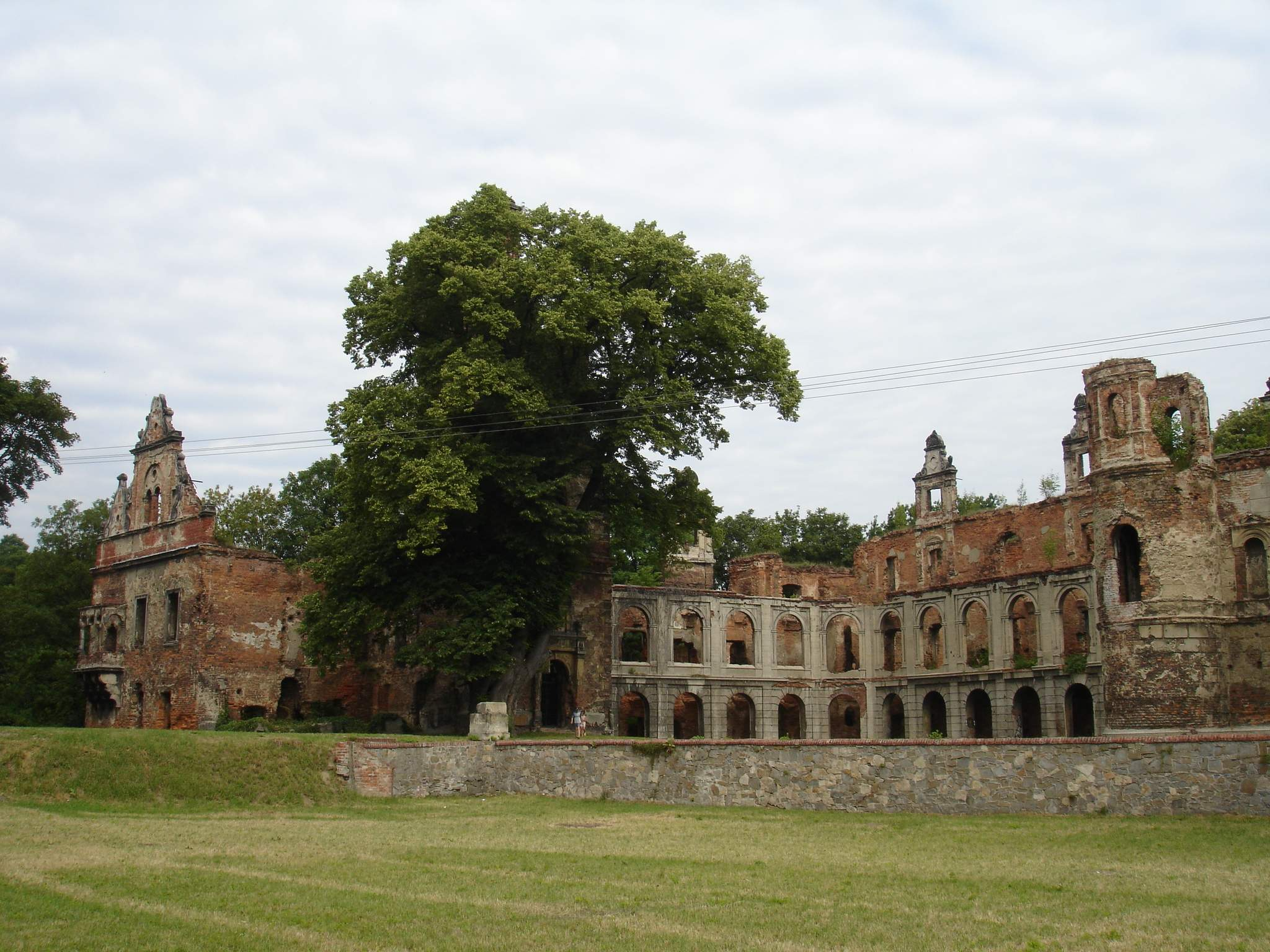
Ruine des Schlosses

- Die Kirche St. Peter und Paul wurde 1691–1694 an der Stelle eines Vorgängerbaus durch den Baumeister Johann Zeller errichtet. Sie besitzt eine reiche Barockausstattung mit einer Patronatsloge. In der Kapelle befinden sich Sarkophage der Familie von Reisswitz.
- Das ehemalige Schloss Tworkau wurde im 14. Jahrhundert durch die Herren von Tworkau und Krawarn errichtet und im 16. Jahrhundert im Stil der Renaissance umgebaut. Ein weiterer Umbau erfolgte 1872–1874 durch den Architekten Karl Heidenreich für die Familie von Saurma-Jeltsch. 1931 erlitt es große Schäden durch einen Brand und bei Kriegsende 1945 weitere Zerstörungen. Die Ruine ist erhalten.

## Persönlichkeiten
- Johann Friedrich von Eichendorff (1760–1815), preußischer Kammerherr und Bergbauunternehmer
- Augustin Weltzel (1817–1897), Pfarrer in Tworkau, Familien- und Heimatforscher. Erwarb sich besondere Verdienste um die Schirnding’sche Sammlung
- Karl Gratza (1820–1876), deutscher Geistlicher und Reichstagsabgeordneter
- Emil Schramek (1887–1942), seliggesprochener katholischer Geistlicher und Märtyrer, der im KZ Dachau starb[5]
- Hans Bialas (1911–1964), Leiter der für den Strafvollzug verantwortlichen Abteilung XIV des Ministeriums für Staatssicherheit (MfS)
- Heinz Ritter (1930–2009), deutscher Politiker und Bürgermeister der Stadt Dorsten
- Anna Wyszkoni (* 1980), polnische Sängerin